# Mazzarrone
Mazzarrone é uma comuna italiana da região da Sicília, província de Catania, com cerca de 3.688 habitantes. Estende-se por uma área de 33 km², tendo uma densidade populacional de 112 hab/km². Faz fronteira com Acate (RG), Caltagirone, Chiaramonte Gulfi (RG), Licodia Eubea.

## Demografia
| Variação demográfica do município entre 1861 e 2011                               |
|                                                                                   |
| Fonte: Istituto Nazionale di Statistica (ISTAT) - Elaboração gráfica da Wikipedia |